# 卡斯特里施

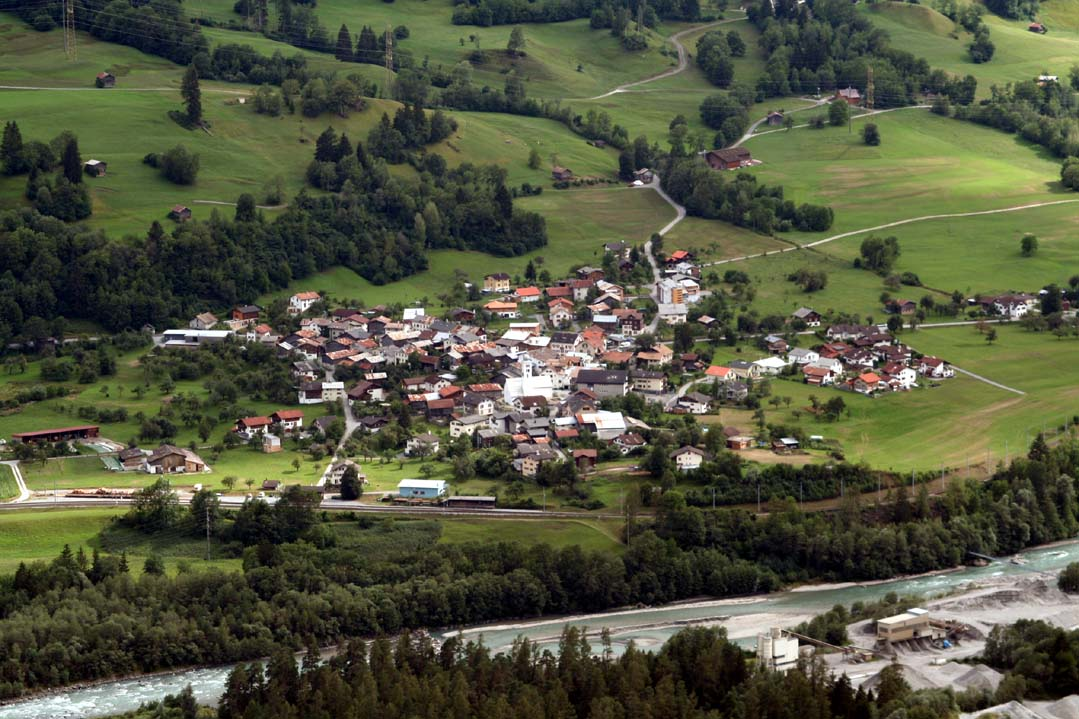

卡斯特里施是瑞士的城鎮，位於該國東部，由格勞賓登州負責管轄，面積7.19平方公里，海拔高度722米，2011年人口396，人口密度每平方公里55人。